# Violka křovištní
Violka křovištní (Viola suavis) je vytrvalá, za květu něco přes 10 cm vysoká bylina. Oddenek je krátký a silný, výběžky se vytváří, často kořenují. Čepele listů na bázi srdčité, široce až okrouhle vejčité, řapíky jsou jen řídce chlupaté. Lodyha se nevytváří, listy jsou jen v přízemní růžici. Na bázi listů jsou palisty, které jsou třásnité a třásně jsou často brvité, na okraji nežláznaté nebo s nevýraznými bledými žlázkami (na rozdíl od violky vonné, která má třásně zakončené rezatou žlázkou a nebrvité). Na květní stopce jsou listénce, které jsou v dolní třetině stopky (jiné podobné druhy je mají zpravidla v polovině či ještě lehce výše). Květy jsou vonné, korunní lístky v dolní třetině bílé, jinak bledě modré až fialově modré, ostruha je bělavá či namodralá. Kvete v březnu až dubnu.

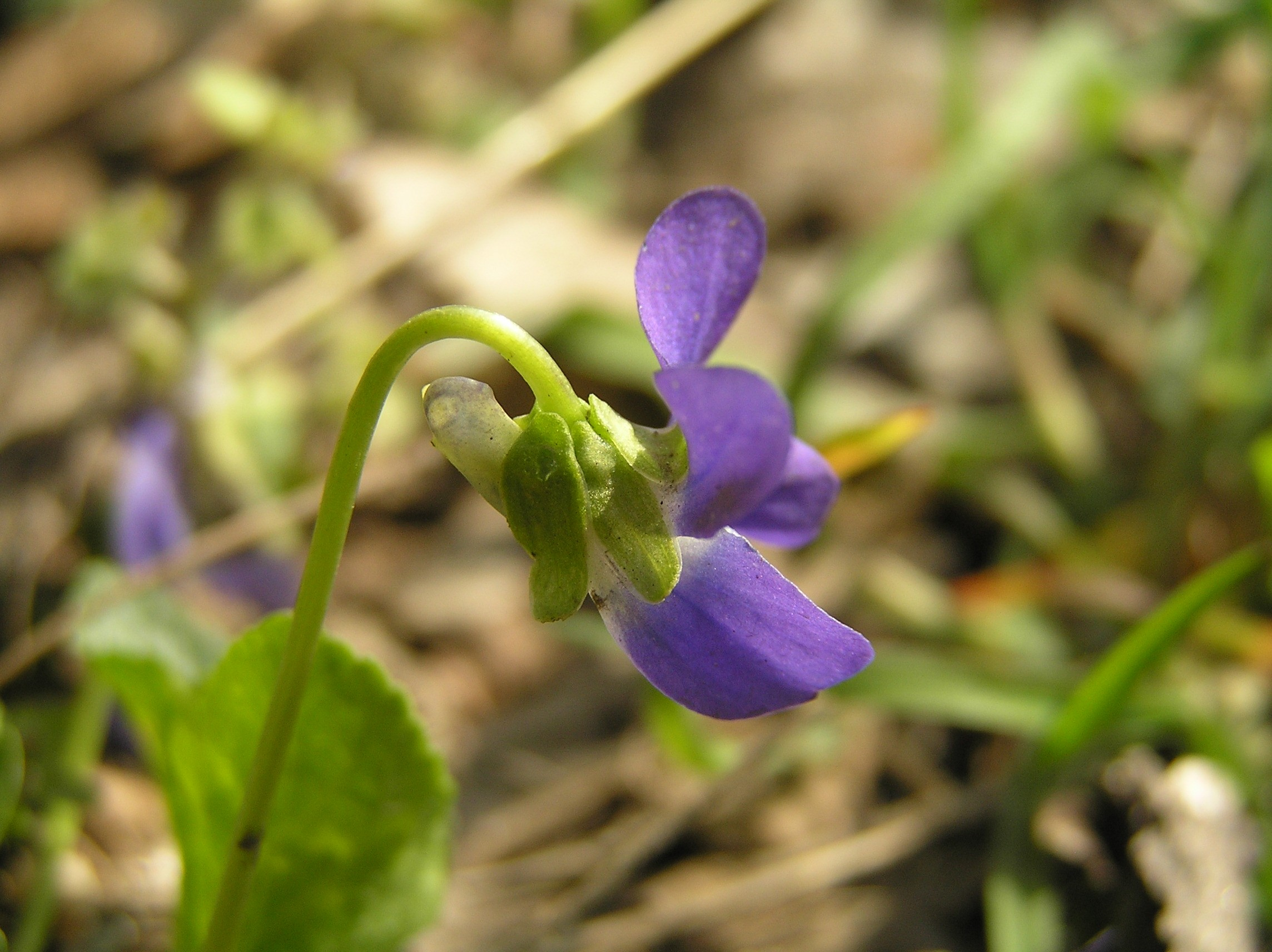
Detail květu

## Synonyma
- Viola sepincola Jordan
- Viola beraudii Boreau
- Viola cyanea Čelak.
- Viola odorata L. subsp. cyanea (Čelak.) Nyman
- Viola odorata L. subsp. suavis (Bieb.) Nyman
- Viola austriaca A. et J. Kerner sensu Kerner
- Viola pontica W. Becker

## Rozšíření
Původní areál violky křovištní se rozprostírá v jižní Evropě, kromě Řecka a jižní Itálie, dále Malá Asie, a dále na východ, např. Kavkaz, Kazachstán a dokonce i Ťan-šan, Pamír a Altaj.
V Česku je to nepůvodní, úmyslně zavlečený neofyt, neboť jako violka vonná byla často pěstována; místy je zdomácnělá v okolí lidských sídel, kde roste v křovinách, akátinách, ruderální vegetaci nebo na hřbitovech. Je však mnohem vzácnější než violka vonná a častěji se s ní můžeme setkat jen v nejteplejších částech Čech i Moravy.